# Audrey Diwan
Pour les articles homonymes, voir Diwan.
Audrey Diwan, née en 1980, est une écrivaine française d'origine libanaise, également éditrice aux éditions Denoël, journaliste, scénariste et réalisatrice.
Après des débuts dans les médias, elle se lance dans le domaine de l'audiovisuel en 2008 en tant que scénariste. Elle coécrit quatre films avec Cédric Jimenez dont le populaire Bac Nord, L'Amour et les Forêts de Valérie Donzelli pour lequel elle remporte le César de la meilleure adaptation en 2023, ou encore L'Amour ouf de Gilles Lellouche. En 2021, en tant que réalisatrice elle remporte le Lion d'or à la Mostra de Venise pour son film L'Événement.

## Biographie

### Formation
Audrey Diwan fait des études de journalisme et de science politique[réf. nécessaire].

### Littérature
Son premier roman La Fabrication d'un mensonge obtient le prix René-Fallet 2008.

### Journalisme
Audrey Diwan a travaillé pour Technikart, FHM, Glamour, en tant que cheffe du service Culture, Ça balance à Paris (sur Paris Première), Cinémas (sur France 5), La Quotidienne du cinéma (sur TPS Star).
En 2013, elle devient directrice éditoriale du magazine Stylist dont elle assure le lancement avec Aude Walker, rédactrice en chef.

### Cinéma
Elle a co-écrit plusieurs scénarios avec Cédric Jimenez : Aux yeux de tous (2012), La French (2014), HHhH (2017) et BAC Nord (2021). En 2024, elle explique renier sa participation à l'écriture de BAC Nord, le réalisateur Cédric Jimenez, son ex-mari, ayant préféré prendre une direction différente de celle qu'elle envisageait.  
En tant que réalisatrice, elle remporte le Lion d'or de la Mostra de Venise 2021 avec son deuxième film, L'Événement. Elle est la deuxième réalisatrice française à obtenir cette récompense, après Agnès Varda en 1985 pour Sans toit ni loi.
Le film suivant, sorti en 2024, est une adaptation anglophone d'Emmanuelle, avec Noémie Merlant dans le rôle-titre.

#### Membre de jurys de festival
- Festival international du film de Saint-Sébastien 2021
- Mostra de Venise 2022[7]

### Engagement
Elle est membre du collectif 50/50 qui a pour but de promouvoir l’égalité des femmes et des hommes et la diversité dans le cinéma et l’audiovisuel,.

### Vie privée
Audrey Diwan a deux enfants, nés en 2007 et 2008. Elle a été en couple avec le réalisateur Cédric Jimenez. Ils se sont séparés en 2018, alors qu'elle l'aidait sur le scénario de BAC Nord: elle exprimera plus tard son «désaccord total» avec la direction prise par le film. 
Le 29 septembre 2023, elle annonce sur son compte Instagram ses fiançailles avec le producteur Thibault Gast avec qui elle est en couple depuis 2021.

## Publications

### Enquêtes journalistiques
- Avec Fatou Biramah, Confession d'un salaud, Paris, éditions Denoël, coll. « Impacts », 2004 en littérature, 172 p. (ISBN 2-207-25556-5).
- Avec Anne Berest, Caroline de Maigret et Sophie Mas, (en) How to be parisian : love, style, and bad habits, New York, Doubleday, 2014, 272 p. (ISBN 978-0-09-195809-1).

### Romans et nouvelles
- La Fabrication d'un mensonge, Paris, Flammarion, 2007, 201 p. (ISBN 978-2-08-068972-6) ; rééd. poche, 2008, éditions J'ai lu. Prix René-Fallet, 2008[2].
Prix Claude-Chabrol à Saumur.
- 11 femmes : 11 nouvelles inédites, Paris, J'ai lu, 2008.
- De l'autre côté de l'été, Paris, Flammarion, 2009 ; rééd. poche, 2010, éditions J'ai lu.

## Filmographie

### Réalisatrice
- 2019 : Mais vous êtes fous
- 2021 : L'Événement
- 2024 : Emmanuelle

### Scénariste
- 2008 : De feu et de glace (téléfilm) de Joyce Buñuel
- 2009 : Twenty Show (téléfilm) de Godefroy Fouray et François Vautier
- 2010 : Mafiosa (série télévisée), saison 4
- 2010 : Aux yeux de tous de Cédric Jimenez et Arnaud Duprey
- 2012 : Le Chant des sirènes (court métrage) de Céline Savoldelli
- 2014 : La French de Cédric Jimenez
- 2015 : HHhH de Cédric Jimenez
- 2018 : Ami-ami de Victor Saint-Macary
- 2019 : Mais vous êtes fous d'elle-même
- 2020 : BAC Nord de Cédric Jimenez
- 2021 : L'Événement d'elle-même
- 2023 : L'Amour et les Forêts de Valérie Donzelli
- 2023 : Visions de Yann Gozlan (collaboration)
- 2024 : Pas de vagues de Teddy Lussi-Modeste
- 2024 : Emmanuelle d'elle-même, coécrit avec Rebecca Zlotowski
- 2024 : L'Amour ouf de Gilles Lellouche
- 2024 : Barbès, Little Algérie de Hassan Guerrar

## Distinctions

### Récompenses
- Mostra de Venise 2021 : Lion d'or et prix FIPRESCI pour L'Événement
- Lumières 2022 : meilleur film pour L'Événement
- Prix Alice-Guy 2022 pour L'Événement[11]
- Césars 2024 : meilleure adaptation pour L'Amour et les Forêts

### Nominations
- BAFTA 2022 : meilleure réalisation pour L'Événement
- Césars 2022 :
  - meilleur film pour L'Événement
  - meilleure réalisation
  - meilleure adaptation
- Lumières 2022 : meilleure mise en scène pour L'Événement